# Giuseppe Aloia
Giuseppe Aloia (Castelforte, 15 gennaio 1905 – Roma, 28 settembre 1980) è stato un generale e partigiano italiano, che fu capo di stato maggiore dell'Esercito Italiano dal 10 aprile 1962 al 1º febbraio 1966 e capo di stato maggiore della difesa da tale data al 24 febbraio 1968; decorato tre volte al valore militare.

## Biografia

### La formazione e i primi incarichi
Giuseppe Aloia (o Aloja come talvolta riportato in libri) nacque a Castelforte il 15 gennaio 1905, figlio di Bartolomeo e Virginia de Blasio, e dal 1923 venne ammesso alla Scuola allievi ufficiali di complemento (AUC) dell'VIII Corpo d'armata, venendo promosso al grado di caporale il 30 novembre successivo. Promosso al rango di sergente il 31 marzo 1924 sempre al servizio dell'AUC, il 10 aprile di quello stesso anno venne destinato al 15º Reggimento di fanteria ed il 27 luglio nuovamente trasferito al 16º Reggimento fanteria di stanza a Gaeta col grado di sottotenente con nomina in qualità di comandante di plotone.

### La conferma della carriera militare
Il 9 novembre 1924 venne congedato dal servizio attivo e venne destinato a Milano dove maturò la volontà di candidarsi al 14º Corso di reclutamento per tenenti in servizio permanente effettivo nella Regia Accademia Militare di Modena dove venne ammesso il 1º dicembre 1925. A fine corso venne destinato al 151º Reggimento di fanteria di stanza a Trieste col grado di tenente, venendo nominato poi all'interno del medesimo reggimento comandante di una compagnia di fucilieri presso il battaglione telegrafisti di Mestre. Il 2 novembre 1930 venne trasferito alla Regia Accademia Militare di Modena in qualità di comandante di plotone per gli allievi, dove ebbe modo di sperimentare anche l'insegnamento col ruolo di professore aggiunto di tattica.
Dopo la frequenza del 66º Corso di stato maggiore dell'Istituto Superiore di Guerra di Torino, ottenne la promozione al rango di capitano e venne assegnato allo stato maggiore della Divisione di fanteria "Sassari" di stanza a Trieste, venendo mobilitato da qui il 15 giugno 1940 per l'entrata in servizio nella seconda guerra mondiale conseguendo anche la promozione al grado di maggiore. Dopo questo partì alla volta di Tirana ove divenne addetto all'ufficio servizi del comando superiore delle forze armate italiane in Albania, partecipando alle operazioni sulla frontiera greco-albanese dove si distinse tanto da venire decorato con la medaglia di bronzo al valor militare.
Nel 1941 venne assegnato al 72º Reggimento fanteria "Puglie" come comandante del 38º Battaglione mortai divisionale, ottenne la e la croce di guerra al valor militare e venne trasferito quindi a Torino nella commissione italiana dell'armistizio con la Francia. L'8 novembre 1942 venne assegnato allo stato maggiore del Regio Esercito di Roma nell'ufficio servizi con la consequenziale promozione al rango di tenente colonnello e la nomina a capo trasporti. Il 14 marzo 1943 passò direttamente nel Corpo di stato maggiore, ma l'atto dell'armistizio dell'8 settembre di quello stesso anno riuscì miracolosamente a sfuggire alla cattura da parte dei tedeschi ed aderì alla Resistenza dell'area di Castelforte, organizzando coi partigiani locali un gruppo di azione che da lui prese il nome di "Gruppo Aloia". Alla testa di questa squadra si guadagnerà la Medaglia d'argento al valor militare.

### Il secondo dopoguerra
Con l'avvento della Repubblica Italiana rimarrà in servizio e nel 1948 divenne capo di stato maggiore della Divisione fanteria "Granatieri di Sardegna" a Roma, conseguendo l'anno successivo la promozione al rango di colonnello. Il 1º ottobre 1949 venne nominato comandante del 45º Reggimento di fanteria di stanza a Catania ed il 15 settembre 1951 venne trasferito a Roma presso l'ufficio del segretario generale del Ministero della difesa come capo della I sezione.
Dal 1º gennaio 1953 venne posto a capo del Comiliter di Roma venendo consequenzialmente promosso al rango di generale di brigata, passando al comando della divisione di fanteria "Friuli" di stanza a Pistoia e ottenendo dal 4 agosto 1957 il rango di generale di divisione col quale comandò dall'anno successivo la divisione fanteria "Legnano" di stanza a Bergamo. Il 1º marzo 1959 venne nominato comandante della zona militare di Genova.
Il 2 febbraio 1961 venne nominato segretario generale dell'Esercito a Roma e il 10 aprile dell'anno successivo divenne capo di stato maggiore dell'Esercito Italiano, ricoprendo l'incarico in maniera originaria sino al 31 dicembre 1965, data dalla quale continuò come membro soprannumerario del proprio grado. Il 1º febbraio 1966 assunse la carica di capo di stato maggiore della difesa che manterrà sino al 24 febbraio 1968.
Collocato in congedo assoluto per limiti di età dal 16 gennaio 1978, morì a Roma il 28 settembre 1980.